# نشانگان بی‌نام
نشانگان بی‌نام (انگلیسی: Syndrome Without A Name) که به اختصار به آن «SWAN» هم می‌گویند به مجموعهٔ نشانه‌های بیمارگونه‌ای گفته می‌شود که نمی‌توان آن را به بیماری مشخصی نسبت داد. به عبارت بهتر «نشانگان بی‌نام» یعنی یک بیماری ناشناخته.
بر اساس تخمین‌های موجود، حدود ۴۰ درصد کودکان ناتوان در بریتانیا بیماری‌هایی دارند که قابل تشخیص نبوده‌اند و بدین ترتیب می‌توان عبارت «نشانگان بی‌نام» (SWAN) را در موردشان به‌کار برد.